# Haeinsa
Haeinsa (in coreano: 해인사 in hangŭl, 海印寺 in hanja, letteralmente "tempio della riflessione su un mare calmo") è uno dei più antichi templi buddisti della Corea con sede nel Parco Nazionale di Gayasan, nella provincia del Gyeongsang meridionale. È il tempio principale dell'Ordine Jogye del buddismo coreano Seon  ed è famoso per ospitare le cosiddette Tripitaka Koreana, cioè l'intera collezione di 81.258 tavolette in legno con le Scritture Buddiste, presenti qui fin dal 1398.
Haeinsa è uno dei tre templi-gioielli del Buddismo, insieme a quelli di Tongdosa e Songgwangsa: di questi il primo rappresenta il dharma (gli insegnamenti di Buddha), il secondo il Buddha e il terzo il sangha. Haeinsa si trova sul monte Gaya, è tuttora un attivo centro di insegnamenti Seon ed è stato il tempio natale dell'influente maestro Seon Seongcheol, morto nel 1993.
Nel 1995 il tempio di Haeinsa è stato inserito nell'elenco dei Patrimoni dell'umanità dell'UNESCO.

## Storia
Il tempio venne costruito nell'802. Secondo la leggenda, due monaci di ritorno dalla Cina, di nome Suneung e Ijeong, riuscirono a guarire la moglie del re Aejang dalla sua malattia; in segno di ringraziamento, il sovrano ordinò la costruzione del tempio in onore di Buddha . Secondo invece il racconto di Choe Chi-Won (del 900), Suneung e il suo discepolo Ijeong convertirono la regina madre al Buddismo e ottennero da lei i finanziamenti per la costruzione del tempio.

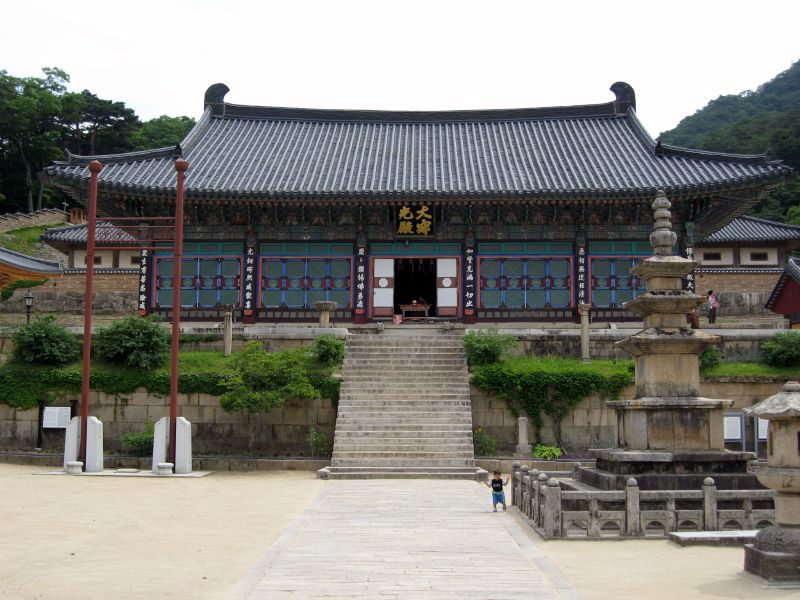
Haensia

Il complesso di cui Haeinsa fa parte venne rinnovato più volte: nel X secolo, nel 1488, nel 1622 e nel 1648. Nel 1817 venne distrutto da un incendio e la sala principale venne ricostruita già l'anno seguente.  Durante un nuovo restauro nel 1964 vennero scoperte una veste cerimoniale del re Gwanghaegun e un'iscrizione su di una trave in rilievo.

## Architettura
Il tempio contiene notevoli tesori dell'arte, compresi dipinti buddisti, pagode in pietra, lanterne e una realistica statua lignea rappresentante un monaco.
La sala principale, Daejeokkwangjeon (la "Sala del grande silenzio e della luce") è insolita poiché è dedicata a Vairocana, mentre la maggior parte dei templi coreani sono dedicati a Seokgamoni.
Il complesso più importante, comunque, è quello detto Janggyeong Panjeon, in cui sono conservate le tavolette in legno Tripitaka Koreana, uno dei più grandi depositi in legno del mondo. Le sale del complesso non furono danneggiate durante l'invasione giapponese del XVI secolo e non vennero toccate dal devastante incendio del 1818 che bruciò la maggior parte del tempio. Complessivamente, le tavolette hanno attraversato i secoli resistendo a sette incendi e scampando ad un bombardamento durante la guerra di Corea, quando un pilota d'aereo disobbedì deliberatamente agli ordini perché ricordava che il tempio ospitava un tesoro inestimabile.
Le sale del complesso non furono danneggiate durante l'invasione giapponese del XVI secolo e non vennero toccate dal devastante incendio del 1818 che bruciò la maggior parte del tempio. Complessivamente, le tavolette hanno attraversato i secoli resistendo a sette incendi e scampando ad un bombardamento durante la guerra di Corea, quando un pilota d'aereo disobbedì deliberatamente agli ordini perché ricordava che il tempio ospitava un tesoro inestimabile.
Janggyeong Panjeon è la parte più antica del tempio. Benché non si sappia con esattezza quando venne costruito, con ogni probabilità venne espanso e rinnovato nel 1457 dal re Sejo. Il complesso è costituito di quattro sale disposte a rettangolo; la sala settentrionale è chiamata Beopbojeon ("sala del dharma"), mentre la sala meridionale è chiamata Sudarajang ("sala del Sutras"): queste due sale principali sono lunghe 60,44 metri, larghe 8,73 e alte 7,8 metri. Entrambe hanno 15 stanze. Le due sale orientale e occidentale sono più piccole e sono utilizzate come librerie.

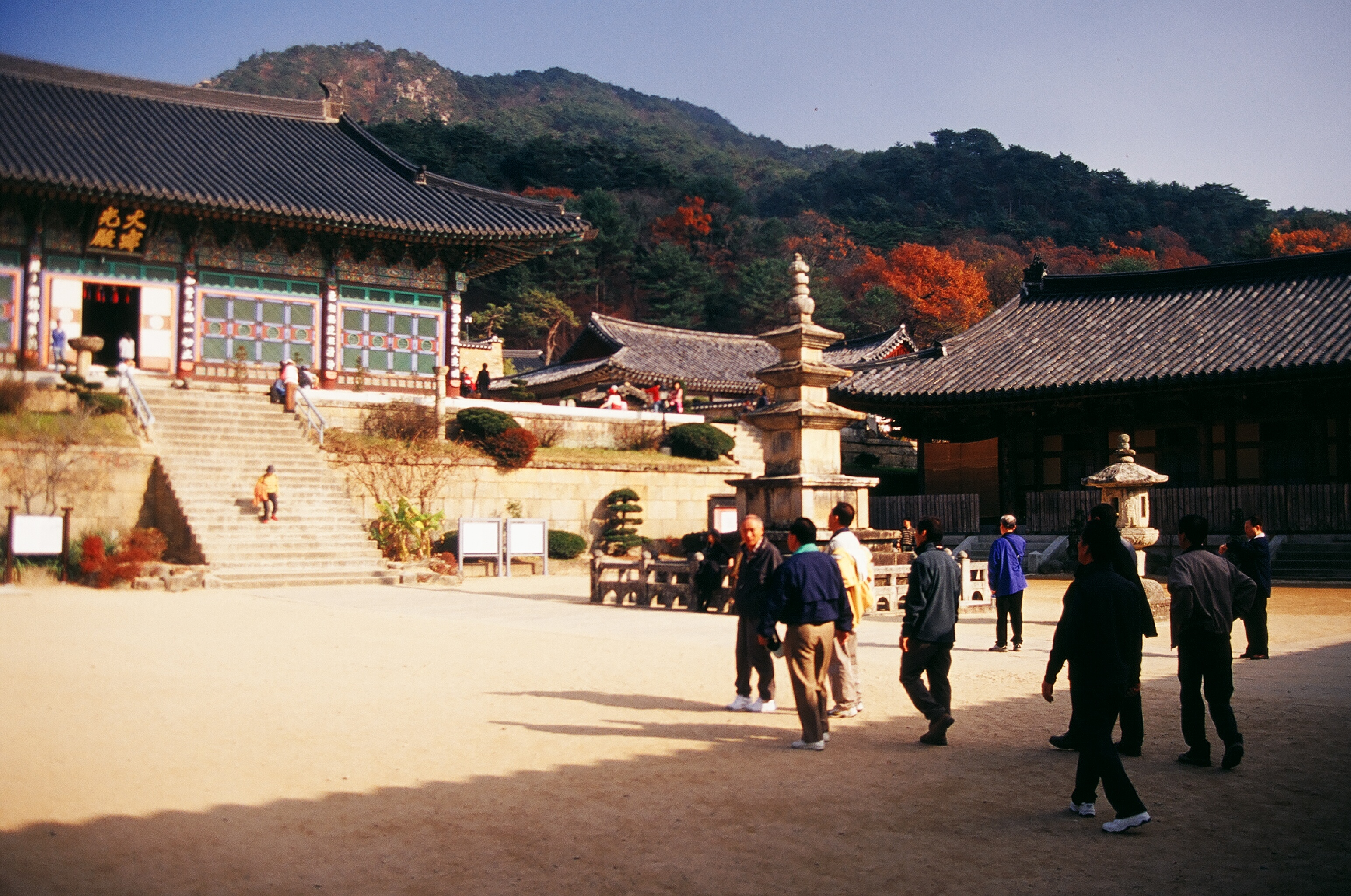
Il tempio di Haeinsa

I pavimenti d'argilla vennero cosparsi di carbone, ossido di calcio, sale, calce e sabbia, per assorbire l'umidità durante i periodi di pioggia e trattenerla durante i mesi invernali. Anche il tetto è fatto di argilla, con travi e appendici in legno che servono ad impedire repentini cambi di temperatura. Inoltre nessuna parte del tempio si trova in ombra. Pare che gli insetti e gli uccelli evitino completamente di entrare in queste sale, ma la ragione per cui questo accada è sconosciuta.
Tutti questi accorgimenti sono largamente considerati la ragione principale per cui le tavolette sono sopravvissute fino a noi in un superbo stato di conservazione. Nel 1970 venne costruito un magazzino che utilizzava moderne tecniche di conservazione, ma quando su alcune tavolette utilizzate come prova venne trovata della muffa l'idea fu abbandonata; le Tripitaka Koreana sono tuttora conservate nel tempio di Haeinsa.